# وردة٦٥

## وردة ٦٥
(أغنية) «وردة ٦٥» هي أغنية ٢٠٠١ عن التليف الكيسي كتبها وأداها المغني الأسترالي لي جيه كولير.  تدور الأغنية حول فتاة لا تستطيع نطق «التليف الكيسي»، وبدلاً من ذلك تسميها «خمسة وستون وردة»، فقط لتعلم النطق الصحيح عندما تكبر.
| ورده ٦٥                                                       |
| اغنية لي جي كولير                                             |
| من ألبوم (Don't Call Me Madam) أو (I'll Send You An Invoice)! |
| صدر ٢٠٠١                                                      |
| سُجِل ٢٠٠١                                                      |
| النوع البلد                                                   |
| مؤلف الغنية لي جي كولير                                       |

سجلت الفرقة الأسترالية Wolverines الأغنية في نفس العام، مع بعض التغييرات الغنائية، وأصدرتها كأغنية فردية.  بسبب التعقيدات الترويجية بين LJ Hooker (أحد رعاة التليف الكيسي الأسترالي) ورابطة صناعة التسجيلات الأسترالية (ARIA) ، بلغت الأغنية ذروتها في المرتبة ٢٣ فقط على مخطط ARIA الفردي في يوليو.  فشلت إعادة الإصدار في عام ٢٠٠٢ في إحداث تأثير كبير في أستراليا، ولكن في نيوزيلندا، وصلت الأغنية إلى المركز الأول في مايو، لتصبح الفرقة الموسيقية الوحيدة خارج أستراليا.

## الخلفية والكلمات
" كتبها المغني الأسترالي Lee J Collier في عام ٢٠٠١. تدور الأغنية حول فتاة صغيرة أخبرها والديها أن أختها الكبرى مصابة بالتليف الكيسي.ومع ذلك، فقد أساءت فهم اسم الحالة ودعت "خمسة وستين وردة" بدلاً من ذلك. "وهذا يقودها إلى الاعتقاد بأن الزهور تسبب التعب وضيق التنفس لأختها، الأمر الذي يحيرها. وعندما تكبر، تبدأ أخيرًا في فهم أن أختها لديها «التليف الكيسي»، وليس «خمسة وستون وردة»، ولماذا أصيب والداها بالدموع عندما أخبراها عن الحالة. وإدراكًا للحقيقة، تتمنى الفتاة أن يكون لأختها الورود بدلاً من ذلك.
وقد أشادت العديد من المنظمات بالنسخة الأصلية لكولير وحصلت على العديد من الجوائز، بما في ذلك جائزة (Tamworth Songwriters Association) لكاتب الأغاني لهذا العام وايضاً Contemporary Country Song ، في عام ٢٠٠٢. تم تضمين الأغنية لاحقًا في ألبومها Don't Call Me Madam أو I'll Send You An Invoice!  ، وقد قامت بأداء الأغنية في العديد من جامعي التبرعات للتليف الكيسي.
| وردة ٦٥                                   |
|                                           |
| منفردة من ولفيرين                         |
| من ألبوم (Wolverines & Roses)             |
| صدر ٢٠٠١ يونيو ١٨                         |
| مسجل ٢٠٠١                                 |
| النوع صخرة البلاد                         |
| طول ٤: ٢١                                 |
| سجل العلامة الكابيتول, EMI                |
| مؤلف (مؤلفون) الأغنية لي جي كولير، ولفرين |
| المنتج ولفرين                             |

بعد فترة وجيزة من إصدار كوليير لأغنية وردة ٦٥، قرر جون كلينتون، المنشد وعازف الطبال في فرقة الروك الأسترالية Wolverines ، تسجيل غلاف للأغنية بسبب إصابة أخته (ومعظم أفراد أسرته) بالتليف الكيسي.  تم تغيير عدد قليل من كلمات الأغنية، وأصبح راوي الأغنية الآن صبيًا. تم إصدارها أيضًا في عام ٢٠٠١، حيث كان كلينتون ينوي جمع الأموال لأبحاث التليف الكيسي.  في عام 2002 ظهرت الأغنية في ألبومهم Wolverines & Roses.

## جدل حول الرسوم البيانية
على الرغم من أن الغلاف قد حقق نجاحًا كبيرًا في أستراليا، إلا أنه سرعان ما واجه بعض المشكلات التي حالت دون دخوله في الروافد العليا للمخطط الموسيقي الرسمي في أستراليا، مخطط ARIA الفردي.  اعتقد كلينتون أن أحد أسباب ضعف أداء الأغنية هو أن شخصًا من شركة تسجيلات كبيرة اشتكى من الأغنية والفرقة إلى ARIA ، على الرغم من أنه لم يكن متأكدًا من من قام بذلك. 
السبب الثاني، إن لم يكن السبب الفعلي، في توقف «65 وردة» داخل أعلى 30 كان بسبب تقنية في منهجية مخطط ARIA. تلقت الأغنية دعمًا من LJ Hooker ، وهي مجموعة عقارات أسترالية ترعى أيضًا Cystic Fibrosis Australia.  بسبب المشاركة المكثفة للمجموعة في الترويج الفردي، بما في ذلك إرسال المذكرات إلى امتيازاتها الرئيسية الأخرى لتشجيعهم على شراء المنفرد، تعاملت ARIA مع هذا على أنه تداول داخلي ، لذلك فإن أي مبيعات تتضمن هذه المنظمات لم تسجل في ARIA Singles  الرسم البياني، الذي أزعج كلينتون والتليف الكيسي الرئيس التنفيذي لأستراليا في ذلك الوقت، تيري ستيوارت. نتيجة لهذه المبيعات المهملة، لم يصل فيلم "65 Roses" إلى رقم ٢٣في مخطط ARIA الفردي وقضى ثلاثة أسابيع فقط في القمة  ٥٠.

## أداء الرسم البياني
ظهرت نسخة Wolverines من "٦٥ Roses" لأول مرة على مخططات ARIA في المرتبة ٣٨ في ١٥ يوليو ٢٠٠١. وفي الأسبوع التالي، ارتفعت الأغنية المنفردة ١٣ مرتبة لتحتل المرتبة ٢٥، ثم وصلت إلى ذروتها في المرتبة ٢٣ في الأسبوع التالي.  ومع ذلك، كنتيجة محتملة لمبيعات الأغنية التي تم تجاهلها بعد مشاركة LJ Hooker ، فقد خرجت من الرسم البياني في ٥ أغسطس.
وتم إعادة إصدار "٦٥ Roses" في عام ٢٠٠٢، لكنها لم تكرر نجاح الأغنية الأصلية  صدر في أستراليا، المماطلة في رقم ٩٥ في فبراير. ٤ في نيوزيلندا، ومع ذلك، ظهرت الأغنية الأولى في المركز الأول على مخطط RIANZ الفردي في أسبوع ٢٦ مايو، لتصبح أغنية Wolverines الوحيدة التي تشهد النجاح خارج أستراليا.  انخفض إلى رقم ٤٠ بعد بلوغ الذروة، ثم غادر الرسم البياني تمامًا. تلقت الأغنية شهادة ذهبية في كل من أستراليا ونيوزيلندا 

## جوائز وترشيحات
| نتيجة | جائزة                                   | المرشح /العمل        | السنه |
| رشح   | العمل القطري الأكثر اداءً                | APRA جوائز الموسيقيه | ٢٠٠٢  |
| فاز   | المجموعة الصوتية أو الثنائية لهذا العام | جوائز الجيتار الذهبي | ٢٠٠٢  |

## المخططات والشهادات

### الرسوم البيانية الأسبوعية
| موضوع الذروه | الرسم البياني ٢٠٠١ |
| ٢٣           | (ARIA) استراليا    |

| موضوع الذروه | الرسم البياني ٢٠٠٢             |
| ٩٥           | أستراليا (ARIA)                |
| ١            | نيوزلندا (NE الموسيقى المسجله) |

### شهادات
| المبيعات / الوحدات المعتمدة | شهاده | منطقة            |
| ٣٥٠٠٠                       | ذهب   | أستراليا (ARIA)  |
| ٥٠٠٠                        | ذهب   | نيوزيلندا (RMNZ) |

. التليف الكيسي
قائمة الفردي رقم واحد من 2000 (نيوزيلندا)
1. 1 2 3 4 5   https://web.archive.org/web/20200915153437/http://www.angelfire.com/ms2/CysticFibrosisMarfan/65roses.html. مؤرشف من الأصل في 2020-09-15. {{استشهاد ويب}}: الوسيط |title= غير موجود أو فارغ (مساعدة)
2. ↑  "Trove - Archived webpage" (PDF). Trove (بالإنجليزية). Archived from the original on 2021-04-21. Retrieved 2021-04-24.{{استشهاد ويب}}:  صيانة الاستشهاد: BOT: original URL status unknown (link)
3. 1 2 3 4 5  "The World Today Archive - ARIA boots 65 Roses off the charts". www.abc.net.au. مؤرشف من الأصل في 2017-05-11. اطلع عليه بتاريخ 2021-04-24.
4. 1 2 3  "australian-charts.com - Wolverines - 65 Roses". مؤرشف من الأصل في 2020-09-19. اطلع عليه بتاريخ 2021-04-25.
5. 1 2  "ARIA Charts - Wikipedia". en.m.wikipedia.org (بالإنجليزية). Archived from the original on 2021-03-21. Retrieved 2021-04-24.
6. 1 2  "charts.org.nz - Wolverines - 65 Roses". charts.nz. مؤرشف من الأصل في 2019-02-09. اطلع عليه بتاريخ 2021-04-24.
7. 1 2  "ARIA Charts - Accreditations - 2001 Singles". web.archive.org. 2 سبتمبر 2020. مؤرشف من الأصل في 2020-09-02. اطلع عليه بتاريخ 2021-04-24.{{استشهاد ويب}}:  صيانة الاستشهاد: BOT: original URL status unknown (link)
8. 1 2  "The Official New Zealand Music Chart". THE OFFICIAL NZ MUSIC CHART (بالإنجليزية). Archived from the original on 2021-04-22. Retrieved 2021-04-24.
9. ↑  "APRA AMCOS - Wikipedia". en.m.wikipedia.org (بالإنجليزية). Archived from the original on 2020-10-30. Retrieved 2021-04-24.
10. ↑  "Australian Templates Archives". All Down Under (بالإنجليزية الأمريكية). Archived from the original on 2020-08-04. Retrieved 2021-04-24.